# Abaï
Cet article concerne la localité de l’oblys de Karaganda. Pour la station du métro d’Almaty, voir Abaï.
Abaï (en kazakh : Абай, en russe : Абай) est une localité du Kazakhstan central, située dans l'oblys de Karaganda. Elle est le chef-lieu du district d'Abaï depuis 2002.

## Histoire
Abaï est créée en 1949, comme peuplement de la main d'œuvre d'une mine d'extraction de charbon, sous le nom de Cherubaï-Noura (en kazakh : Шерубай-Нұра, en russe : Чурубай-Нура).

En 1961, elle prend le nom actuel, Abaï, en l'honneur d'Abaï Kounanbaïouly, un poète kazakh, également compositeur et philosophe.

## Démographie
Le recensement de 2009 (2 550 habitants) montre une population en régression par rapport à celle de 1999 (33 066 habitants).